# هارولد س. فلمنج
هارولد س. فلمنج (بالإنجليزية: Harold C. Fleming)‏ هو عالم إنسان أمريكي، ولد في 23 ديسمبر 1926، وتوفي في 29 أبريل 2015.